# 黑眉信天翁
黑眉信天翁（學名：Thalassarche melanophrys）是一種大型及分佈最廣和普遍的信天翁。

## 分類

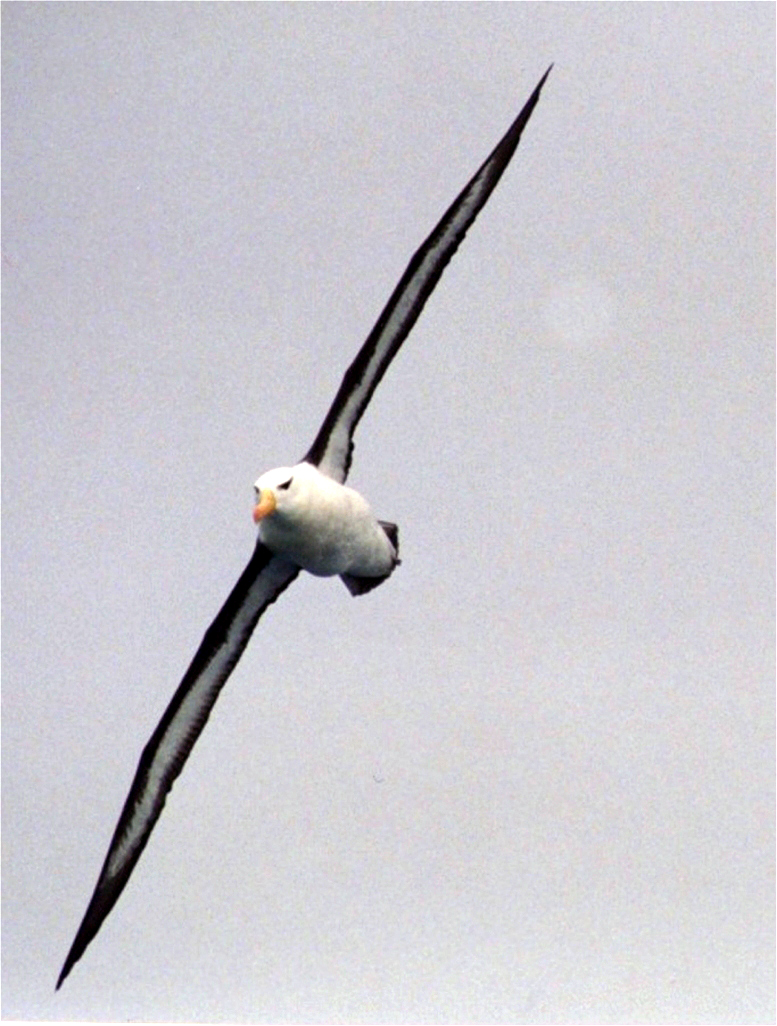
正在飛行的黑眉信天翁。

黑眉信天翁最初是由康拉德·雅各·特明克於1828年基於在好望角發現的標本來描述的，並被分類在信天翁屬中。
於1998年，有建議將坎伯信天翁從黑眉信天翁中獨立出來成為另一物種。有些學者贊同這個說法，也有些並不認同。

## 特徵
黑眉信天翁是中等體型，長約80-95厘米，翼展2-2.4米，平均重2.9-4.7公斤。牠們的壽命可以超過70歲。翼面及背部呈鮮粉紅色，腹部及臀部呈橙色。翼底主要是白色，有不規則的黑邊。眼眉黑色，喙黃橙色，尖端呈紅橙色。雛鳥的喙呈深角色，頭部及頸圍灰色，翼底深色。

## 分佈及棲息地
黑眉信天翁分佈在圍繞南極的海洋，會在12個島嶼上繁殖。在大西洋，牠們分佈在福克蘭群島、迭戈拉米雷斯群島（Diego Ramírez Islands）及南喬治亞島。在太平洋，牠們分佈在坎貝爾島、安蒂波德斯群島、斯奈爾斯群島及麥誇里島。在印度洋，牠們分佈在克羅澤群島、凱爾蓋朗群島、赫德島及麥克唐納群島。
| 地點           | 數量      | 年份   | 趨勢         |
| -------------- | --------- | ------ | ------------ |
| 福克蘭群島     | 399,416對 | 2007年 | 每年下降0.7% |
| 南喬治亞島     | 74,296對  | 2006年 | 下降         |
| 智利           | 122,000對 | 2007年 |              |
| 安蒂波德斯群島 | 不詳      | 1998年 |              |
| 坎貝爾島       | 不詳      | 1998年 |              |
| 赫德島         | 600對     | 1998年 | 上升         |
| 麥克唐納群島   | 不詳      | 1998年 |              |
| 克羅澤群島     | 不詳      | 1998年 |              |
| 凱爾蓋朗群島   | 不詳      | 1998年 | 下降         |
| 麥誇里島       | 不詳      | 1998年 |              |
| 斯奈爾斯群島   | 不詳      | 1998年 |              |
| 總計           | 600,000對 | 2005年 | 下降         |

於2005年估計牠們的數量有1,220,000隻，及600,853繁殖對。當中的402,571對是在福克蘭群島；72,102對在南喬治亞島；120,171對在智利；600對在赫德島；其餘的則有5,409對。
牠們喜歡在大陸架上覓食。福克蘭群島的群落會飛到近巴塔哥尼亞架（Patagonian Shelf）過冬；南喬治亞島的群落則會到南非海域利用本格拉寒流來覓食；智利的群落會飛到巴塔哥尼亞架、智利架（Chilean Shelf）及遠至新西蘭過冬。牠們的最有可能在北大西洋出現的信天翁。在美國本土就約有20個觀察報告。

## 行為
黑眉信天翁群落非常嘈吵，經常發聲來劃定自己的地盤。牠們會利用尾巴來示愛。

### 覓食
黑眉信天翁吃魚類、烏賊、甲殼類、屍體及漁業的丟棄物。牠們也會從其他物種中偷取食物。

### 繁殖

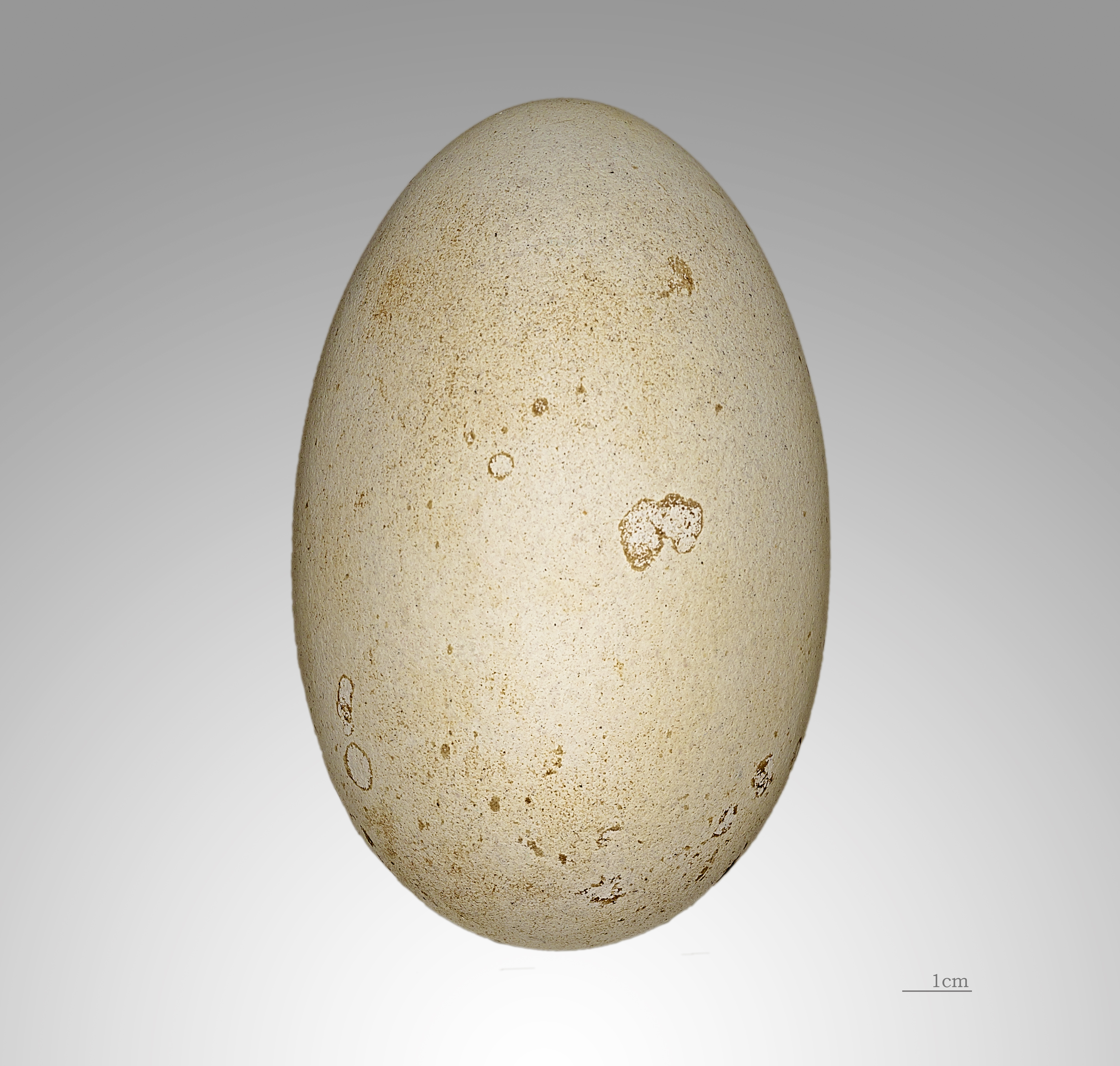
黑眉信天翁的卵

黑眉信天翁一般會在長滿草叢的陡坡或峭壁上築巢。不過在福克蘭群島上，牠們卻會在岸邊的草坪上築巢。牠們每年只會生產一次，約於9月至11月間，每次只會生一隻蛋。雙親都會協助孵化，孵化期約需68-71天。雛鳥出生後的120-130天就會換羽。幼鳥2-3歲大就會回到群落中，目的是示愛，到了10歲就可以繁殖。

## 保育

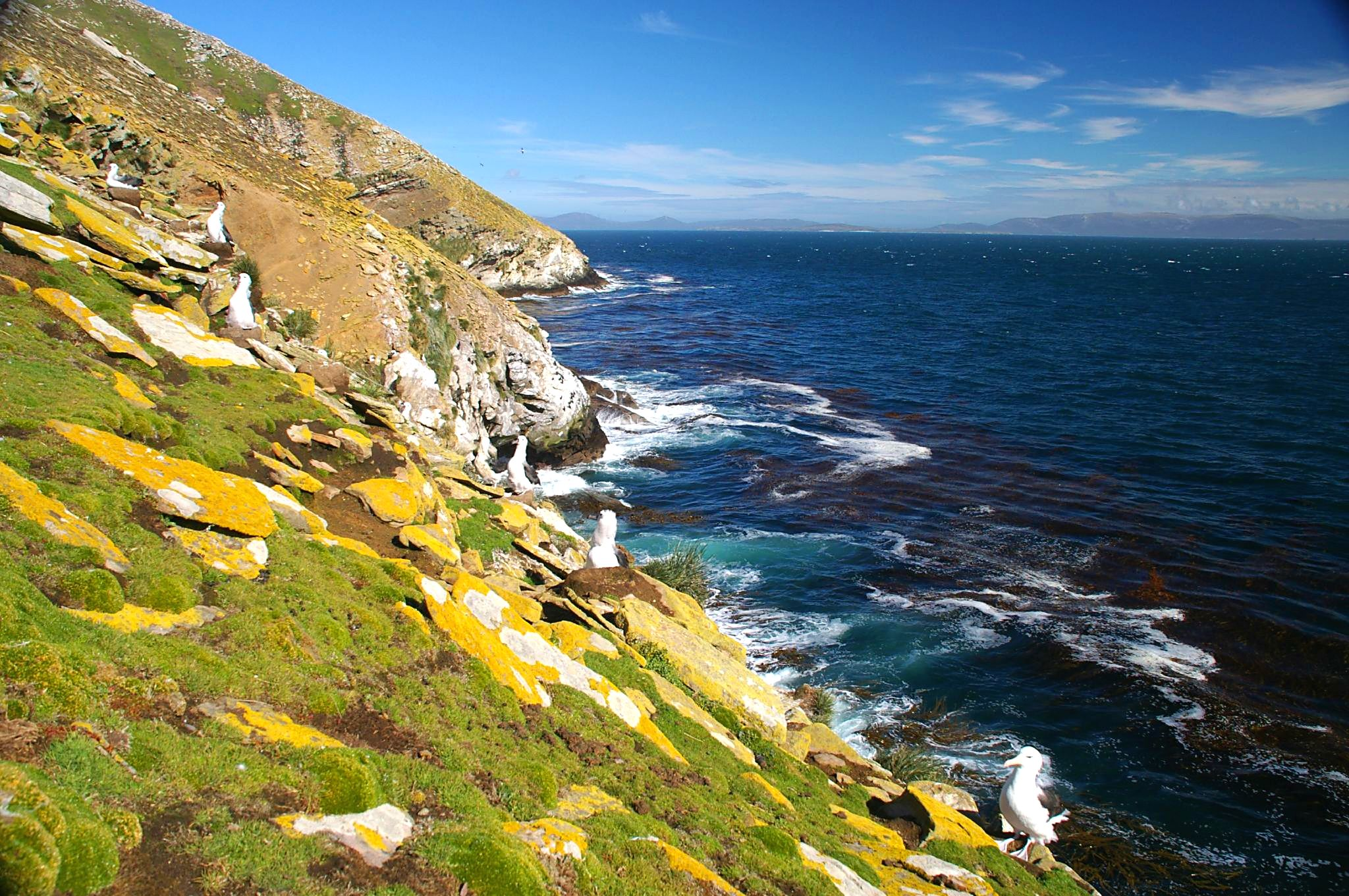
在森德爾斯島的黑眉信天翁的群落。

國際自然保護聯盟基於黑眉信天翁的數量大幅下降而將之列為瀕危。在近南喬治亞島的鳥島，牠們繁殖對的數量每年就減少4%，而在凱爾蓋朗群島的數量於1979年至1995年就減少了17%。在迭戈拉米雷斯群島的數量於1980年代就不斷下降，直到近年才有所回升。但在福克蘭群島的數量於1980年代則有所上升，可能是因大量漁業丟棄物所致；不過近年當地的數量卻有大幅的下滑。整體而言，牠們的數量在64年間大幅下降了67%。
在南方海洋加劇使用延繩釣是令黑眉信天翁數量減少的主因。事實上，黑眉信天翁是最易被漁業所殺死。另外，拖網捕漁也令黑眉信天翁的數量減少，特別是在巴塔哥尼亞架及南非附近。
黑眉信天翁受到《波昂公約》及《信天翁及海燕保育公約》的保護，其數量受到監察，而繁殖地也受到保護。赫德島、麥克唐納群島、麥誇里島及新西蘭等都被列為世界遺產而獲得加以保護。

## 外部連結
- BirdLife Species Factsheet （页面存档备份，存于）
- BTO BirdFacts （页面存档备份，存于）
- ARKive